# Eutegaeus stylesi
Eutegaeus stylesi är en kvalsterart som beskrevs av Hammer 1966. Eutegaeus stylesi ingår i släktet Eutegaeus och familjen Eutegaeidae. Inga underarter finns listade i Catalogue of Life.